# Gambia Cycling Association
Die Gambia Cycling Association (abgekürzt GCA) (deutsch Gambischer Radsport-Verband) ist der Dachverband des Radsports in dem westafrikanischen Staat Gambia und organisiert Veranstaltungen zum Radsport. Der Sitz des Verbandes ist in Bakau.
Präsident des Verbandes ist seit mindestens 2008 Abdoulie Touray, 2011 wurde er wiedergewählt. Generalsekretär des GCA ist Baboucarr Jabai (Stand Juni 2018).

## Geschichte
Die GCA wurde 1987 gegründet, später ist der Verband der Confédération Africaine de Cyclisme (abgekürzt CAC) und dem Kontinentalverband des Radsports, um dem Weltverband Union Cycliste Internationale (abgekürzt UCI), beigetreten. Die GCA ist auf fb und ab 2022 werden jeweils am Unabhängigkeitstag (18.02.xx) ein über 100 km langes Straßenrennen – zugleich die Landesmeisterschaften veranstaltet. Der örtliche TV-Sender QTV berichtete.